# Ameenah Guribová
Bibi Ameenah Firdaus Guribová-Fakimová (* 17. října 1959 Surinam, Mauricius) je mauricijská chemička, politička a od roku 2015 do 2018 byla také 6. prezidentkou Mauricia. Stala se první ženou ve funkci prezidenta Mauricia.

## Mládí a politická kariéra
Studovala na Univerzitě v Surrey, kde získala doktorát z organické chemie v roce 1987. Od roku 2001 přednášela na University of Mauritius, kde později působila jako děkan Přírodovědecké fakulty v letech 2004 až 2010. Pracovala také ve Výzkumné radě Mauricius jako manažer pro výzkum. Od roku 2011 do 2014 působila jako předsedkyně Mezinárodní rady pro vědeckou unii - Regionálního úřadu pro Afriku.
V roce 2007 ji byla udělena Cena L'Oréal – UNESCO Pro ženy ve vědě.
Když 29. května 2015 odstoupil z funkce prezidenta Kailash Purryag, byla Národním shromážděním 4. června jednomyslně zvolena prezidentkou. Stala se tak první ženou, která byla ve funkci prezidenta Mauricie.
V březnu 2018 otiskl mauricijský deník L'Express bankovní dokumenty, které dokládají, že prezidentka použila pro osobní věci kreditní kartu od Planet Earth Institute, nevládní organizace, jejíž prezident, angolský miliardář Álvaro Sobrinho, je v Portugalsku a Švýcarsku obžalovaný za zpronevěry. Dne 9. března premiér Jugnauth po domluvě oznámil na tiskové konferenci, že prezidentka odstoupí z funkce krátce po oslavách 50. výročí nezávislosti Maurici. Nicméně, Guribová později odmítla odstoupit, a to z nároku na její nevinnost a naznačila, že byla do této záležitosti vložena jinými zainteresovanými osobami. Zatímco vláda nalézala ústavní způsoby, jak ji zanechat funkce prezidentky, zachovala si své postavení. Dne 16. března 2018 jmenovala vyšetřovací komisaře, aby zveřejnil celý skandál Sobrinho a ukázal její nevinnost. Mnoho ústavních odborníků potvrdilo, že jmenování takové provize porušilo ustanovení § 64 ústavy. Došlo k závěru, že porušila ústavu. Druhý den navrhla svůj rezignační dopis a předložila ji v rukou předsedkyně Národního shromáždění Maya Hanoomanjee, který má být doručeny členům Shromáždění. Po odstoupení, které vstoupilo v platnost dne 23. března 2018 v poledne, se stal současný místopředseda Barlen Vyapoory úřadujícím prezidentem.